# Ganz normal verrückt
Ganz normal verrückt (Originaltitel: Storie di ordinaria follia) ist ein Film von Marco Ferreri aus dem Jahr 1981 nach einer Buchvorlage von Charles Bukowski basierend auf dem Kurzgeschichtenband „Erections, Ejaculations, Exhibitions and General Tales of Ordinary Madness“ von 1972. Bukowski antwortete dann auf den Film mit der Kurzgeschichte Nackter Wahnsinn.

## Handlung
Nach einer missglückten Lesung an einer Universität flüchtet Schriftsteller Charles Serking schnell wieder in seine eigene Welt – die der Kneipen und Absteigen von Los Angeles. Seine Bekanntschaft mit der sexuell aggressiven Vera endet auf der Polizeiwache. Die Beziehung zu seiner Ex-Frau Vicky ist durch Bevormundung und Gewalt gekennzeichnet. Die Bekanntschaft in einer Bar mit der Prostituierten Cass inspiriert ihn wieder zum Schreiben.
Der Hang zur Selbstverletzung und Provokation führt zu Cass’ Selbstmord und Charles betrinkt sich, als er eine Einladung nach New York erhält.
Auf der Beerdigung wird Cass als Nonne aufgebahrt. Charles provoziert eine anwesende Nonne, indem er den Sarg öffnet, um sich auf seine Art von Cass zu verabschieden.
Das Filmende: Charles dichtet für eine junge hübsche Frau am Strand, die sich ihm dafür nackt zeigt.

## Kritiken
„Regisseur und Co-Autor Ferreri (‚Das große Fressen‘, 1973) setzt die Sauf- und Sex-Exzesse des Schriftstellers genüßlich ins Bild, berücksichtigt aber nur ansatzweise die gesellschaftskritische Dimension seiner Lebenshaltung.“

## Preise
Der Film gewann insgesamt 9 Filmpreise und wurde für drei weitere nominiert, er erhielt viermal den David di Donatello und zweimal den Nastro d’Argento, beide unter anderem für die Beste Regie.

### David di Donatello
- Marco Ferreri: Beste Regie
- Sergio Amidei & Marco Ferreri: Bestes Drehbuch
- Tonino Delli Colli – Beste Kamera
- Ruggero Mastroianni – Bester Schnitt

### Nastro d’Argento
- Marco Ferreri: Beste Regie
- Tonino Delli Colli – Beste Kamera

## Belege
1. ↑  in Jeder zahlt drauf : Stories, dtv, München 1995, ISBN 3-423-11991-8, ab S. 221
2. ↑  Ganz normal verrückt. In: Lexikon des internationalen Films. Filmdienst, abgerufen am 5. Februar 2017.